# 레우리스 푸포
레우리스 푸포 레케호(스페인어: Leuris Pupo Requejo, 1977년 4월 9일~)는 쿠바의 사격 선수로 주 종목은 속사권총이다. 올림픽에 6회 참가했으며, 2012년 하계 올림픽에서 속사권총 금메달, 2020년 하계 올림픽에서 속사권총 은메달을 획득했다.